# Judziki (Ełk)
Judziki (deutsch Judzicken, 1938 bis 1945 Gutenborn) ist ein kleiner Ort in der polnischen Woiwodschaft Ermland-Masuren, der zur Gmina Ełk (Landgemeinde Lyck) im Powiat Ełcki (Kreis Lyck) gehört.

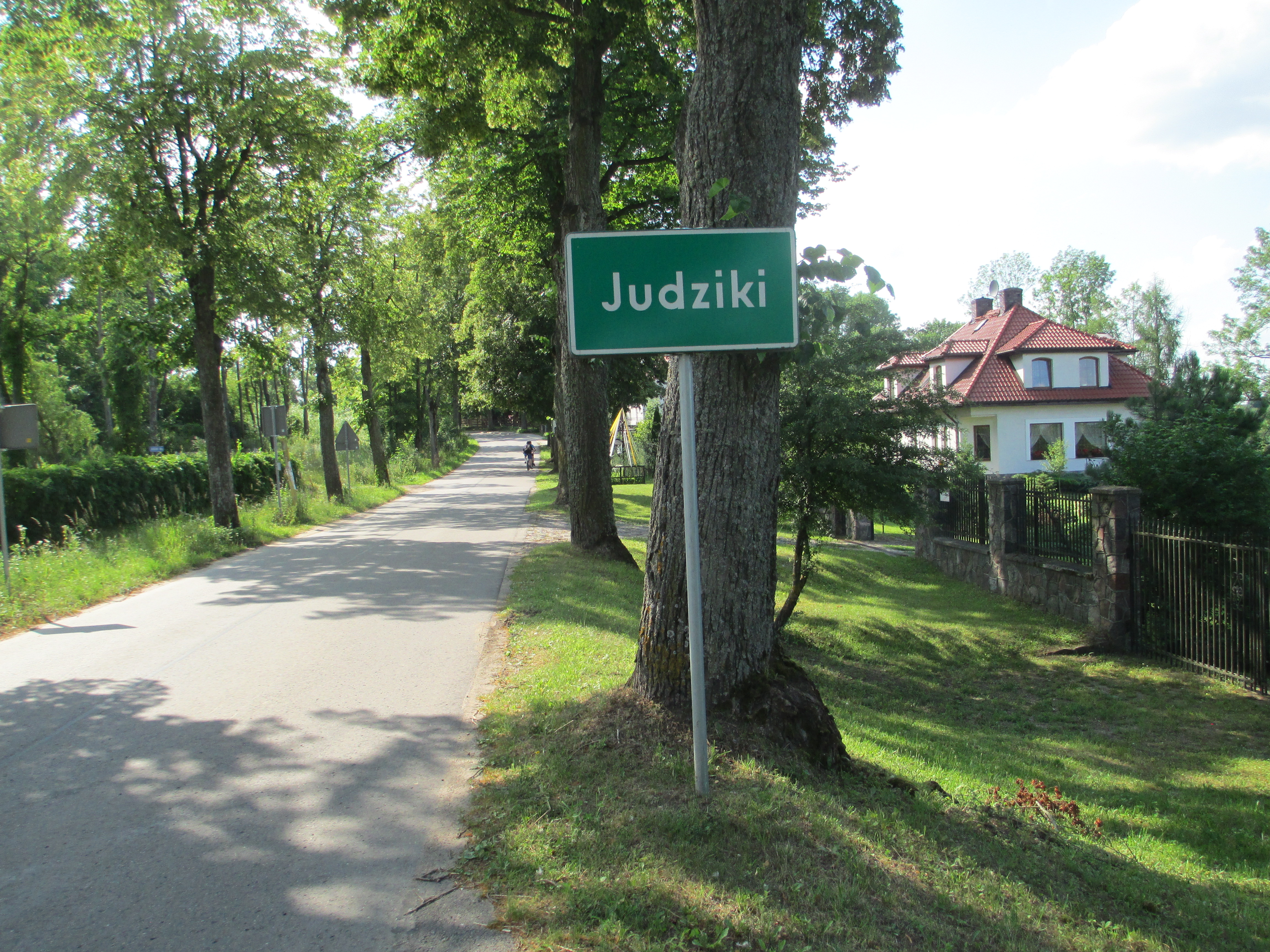
Ortseinfahrt von Judziki

## Geographische Lage
Judziki liegt am Südufer des Sunowo-Sees (1938 bis 1945: Sonnau-See, polnisch Jezioro Sunowo) im südlichen Osten der Woiwodschaft Ermland-Masuren, sieben Kilometer westlich der Kreisstadt Ełk (Lyck).

## Geschichte
Im Jahre 1561 wurde Judzicken – nach 1771 Gudziken, nach 1818 Jutzicken, nach 1871 Judszicken genannt – gegründet, und war von ein paar kleinen Gehöften gebildet. Im Jahre 1874 wurde der kleine Ort in den Amtsbezirk Lyck-Land (mit Sitz in Neuendorf, polnisch Nowa Wieś Ełcka) eingegliedert. Er bestand bis 1945 und gehörte zum Kreis Lyck im Regierungsbezirk Gumbinnen (ab 1905: Regierungsbezirk Allenstein) in der preußischen Provinz Ostpreußen.
Im Jahr 1910 verzeichnete Judzicken 73 Einwohner, im Jahre 1933 waren es bereits 100. Aufgrund der Bestimmungen des Versailler Vertrags stimmte die Bevölkerung im Abstimmungsgebiet Allenstein, zu dem judzicken gehörte, am 11. Juli 1920 über die weitere staatliche Zugehörigkeit zu Ostpreußen (und damit zu Deutschland) oder den Anschluss an Polen ab. In Judzicken stimmten 60 Einwohner für den Verbleib bei Ostpreußen, auf Polen entfielen keine Stimmen.
Am 3. Juni (amtlich bestätigt am 16. Juli) des Jahres 1938 erhielt Judzicken die Umbenennung in „Gutenborn“ aus politisch-ideologischen Gründen der Abwehr fremdländisch klingender Ortsnamen. Die Einwohnerzahl belief sich 1939 noch auf 85.
In Kriegsfolge kam der Ort 1945 mit dem gesamten südlichen Ostpreußen zu Polen und trägt seither die polnische Namensform „Judziki“. Der Weiler ist heute ein Ortsteil von Bartosze. Bartosze ist auch Sitz des zuständigen Schulzenamtes (polnisch Sołectwo), in das neben Judziki auch Buniaki (Mathildenhof) einbezogen ist. Judziki ist somit eine Ortschaft im Verbund der Gmina Ełk (Landgemeinde Lyck) im Powiat Ełcki (Kreis Lyck), vor 1998 der Woiwodschaft Suwałki, seither der Woiwodschaft Ermland-Masuren zugehörig.

## Religionen
Bis 1945 war Judzicken resp. Gutenborn in die evangelische Pfarrkirche Lyck in der Kirchenprovinz Ostpreußen der Kirche der Altpreußischen Union und in die katholische Kirche St. Adalbert ebenfalls in Lyck im Bistum Ermland eingegliedert. 
Auch heute besteht der Bezug Judzikis sowohl katholischer- wie auch evangelischerseits zur Kirche in der Kreisstadt Ełk.

## Verkehr
Judziki liegt an der Nebenstraße 1852N, die von Bartosze (Bartossen, 1938 bis 1945 Bartendorf) an der polnischen Landesstraße 16 (einstige deutsche Reichsstraße 127) über Mołdzie (Moldzien, von 1938 bis 1945 Mulden) nach Rożyńsk (Rosinsko, von 1938 bis 1945 Rosenheide) führt. Die nächste Bahnstation ist Bartosze an der – nur noch unregelmäßig im Güterverkehr befahrenen – Bahnstrecke Czerwonka–Ełk (deutsch Rothfließ–Lyck).